# Горская Порада
Горская Порада — село в Неклиновском районе Ростовской области.
Входит в состав Советинского сельского поселения.

## География
Село Горская Порада расположено на реке Мокрый Самбек примерно в 55 км к северо-западу от Ростова-на-Дону и в 45 км от г. Таганрог. Ближайший населённый пункт ( 3 км. на запад) — слобода Советка.

### Улицы
- ул. Анно-Марьевская,
- ул. Кузнечная,
- ул. Нагорная,
- ул. Садовая,
- ул. Степная,
- ул. Центральная.

## История
Свою историю село Горская Порада берёт со времён Петра I, путь которого шел на Азов по рекам России, в том числе и мимо трех хуторов Чутина, Асадчиков и Анно-Марьевский.  Остановился Петр I на месте села Мигрень (Советка) и с.Кирпичево-Александровский. Там он держал  "совет" (штаб). А на территории трех  хуторов, что в 3 км от с.Мигрень (Советка),  Чутина, Асадчиков и Анно-Марьевский стояли лагеря «горцев» призванные с Кавказа служить Петру I. Горцы-войны устроили Петру I на этом месте смотр своих войск- парад. Вот так и получило это место своё нынешнее название-Горская Порада. Хутора после этого  не сразу объединили в единое село. Произошло это уже сразу после победы в Великой Отечественной войне. В 2021 году мы можем наблюдать село Горская Порада, расположенное по обеим берегам р.Мокрый Самбек.

## Население
| 2010 |
| ---- |
| 199  |

## Инфраструктура
В 2020 году полностью отремонтирована автодорога с.Покровское (Неклиновка)-с.Горская Порада. В с.Горская Порада через р. Мокрый Самбек проходит небольшой мост, по которому легко переехать на машине на другой берег, на крайнюю улицу Анно-Марьевскую. Река мельчает и зарастает камышом. Рыбы и раков в реке почти не осталось.
Клуба в с.Горская Порада с 2014 года не существует. И все мероприятия проходят в сл.Советка.  Достопримечательностью является памятник войнам Великой Отечественной войне, установленный в самом центре села. Так же по ул.Кузнечная сохранилась старинная конюшня, которая с каждым годом разрушается.  Имеется продуктовый магазин с необходимым набором продуктов, расположенный по ул. Центральной. Работает магазин каждый день с 9.00-18.00 с перерывом с 12.00-15.00 Ростовчане активно покупают здесь дома под дачу и постоянного проживания. От села Горская Порада до села Большекрепинская- 7 км по полевой дороге. В селе почти нет питьевой воды. Вода питьевая привозная. Единственный колодец с питьевой водой с давних времен находится на ул.Анно-Марьевская во дворе д.12. По пятницам в слободе Советка  проходит ярмарка, где можно приобрести деревенские продукты питания, а так же одежду и необходимые хозтовары. До Таганрога от слободы Советка можно доехать маршрутным автобусом с пересадкой в с.Покровское(Неклиновка). Там же находится и железнодорожная станция. На Яндексе имеется подробная карта с.Горская Порада с номерами домов и обозначений достопримечательностей.